# Blattivorus inquirendus
Blattivorus inquirendus – gatunek chrząszczy z rodziny wachlarzykowatych.

## Taksonomia
Gatunek ten został opisany w 1906 przez Filippo Silvestri jako Rhyzostylops inquirendus i umieszczony w osobnym rodzaju Rhyzostylops Silvestri, 1906. Holotypem był larwa samicy odłowiona w miejscowości Bevagna w środkowych Włoszech. Odrębność rodzajowa tego gatunku była kwestionowana – Riek 1955 wskazywał na podobieństwo do rodzaju Ripidius, zaś Švácha 1994 proponował przynależność do Blattivorus. Przypuszczenie Šváchy potwierdził w 2009 roku Jan Batelka synonimizując rodzaje Rhyzostylops i Blattivorus, (zmieniając jednocześnie nazwę opisywanego gatunku z  ''Rhyzostylops inquirendus Silvestri, 1906  na Blattivorus inquirendus (Silvestri, 1906)) na podstawie opisu samca odłowionego w 2000 roku w okolicach Venturina Terme w prowincji Livorno.

## Zasięg występowania
Znany jedynie ze środkowych Włoch.

## Budowa ciała
Samiec
Długość ciała ok. 4-4,5 mm. Głowa okrągła, nieco węższa niż podstawa przedplecza. Duże oczy składają się z dużych, wypukłych, izolowanych omatidów z dużymi szczecinkami w przestrzeniach między nimi. Zajmują one całą brzuszną stronę głowy i 2/3 jej środkowej części od strony grzbietowej, będąc jednocześnie dobrze rozdzielone u góry. Aparat gębowy silnie zredukowany, przyjmuje kształt igły po spodniej stronie głowy. Czułki skierowane do przodu, o dobrze rozdzielonych podstawach, złożone z 10 segmentów.  trzonek o szerokości dwukrotnie większej od długości, nóżka mała i zaokrąglona niemal ukryta w trzonku; trzeci człon krótko rozszerzony ku przodowi przyciśnięty do członu czwartego, człony od czwartego do dziesiątego z długimi, płaskimi wyrostkami stykającymi się ze sobą, segmenty od czwartego do 10 zakrzywione u podstawy. Przedplecze o szerokości nieco większej niż jego długość, z przednia częścią uniesioną, o siodłowatym kształcie; w jego środkowej części głębokie cięcie w kształcie litery U. Tarcza śródplecza podzielona pośrodku na dwie gładkie części. Pokrywy skrócone sięgające do końca pierwszego segmentu odwłoka. Każda z pokryw o długości trzykrotnie większej od szerokości, gładka u podstawy o zaokrąglonej tylnej krawędzi. nogi długie i smukłe; uda najszersze w połowie długości, golenie wąskie, szersze na końcach. W stopach dwóch przednich par nóg po 5 tarsomerów, w tylnych cztery - w tych ostatnich pierwszy tarsomer niż trzy pozostałe razem. Pazurki proste. Odwłok długi i wąski, nieco krótszy od skrzydeł. Całe ciało, z wyjątkiem śródtułowia pokryte długimi, wyprostotwanymi, bladymi włoskami.
Ubarwienie ciała ciemnobrązowe, z jaśniejszymi mniej zesklerytyzowanymi częściami. Tylne skrzydła przydymione z brązowymi żyłkami.
Samica
Ciało kształtem przypomina larwę, pozbawione pokryw oraz skrzydeł, z niewielkimi oczami umieszczonymi przednio-bocznie na głowie oraz krótkimi czułkami.